# Pniatyn
Pniatyn (ukr. Пнятин) – wieś na Ukrainie w rejonie lwowskim (wcześniej w rejonie przemyślańskim) należącym do obwodu lwowskiego. 
W II Rzeczypospolitej wieś w powiecie przemyślańskim województwa tarnopolskiego. W latach 1944–1945 nacjonaliści ukraińscy z OUN-UPA zamordowali tutaj 17 Polaków.